# Resolution 90 des UN-Sicherheitsrates
Die Resolution 90 des UN-Sicherheitsrates ist eine Resolution, die der Sicherheitsrat der Vereinten Nationen am 31. Januar 1951 beschloss.

## Inhalt
Es wurde beschlossen, den Punkt „Beschwerde wegen Aggression gegen die Republik Korea“ von der Liste der Angelegenheiten zu streichen, mit denen sich der Rat befasst.